# Dinhata
Dinhata è una suddivisione dell'India, classificata come municipality, di 34.303 abitanti, situata nel distretto di Cooch Behar, nello stato federato del Bengala Occidentale. In base al numero di abitanti la città rientra nella classe III (da 20.000 a 49.999 persone).

## Geografia fisica
La città è situata a 26° 7' 60 N e 89° 28' 0 E e ha un'altitudine di 35 m s.l.m..

## Società

### Evoluzione demografica
Al censimento del 2001 la popolazione di Dinhata assommava a 34.303 persone, delle quali 17.452 maschi e 16.851 femmine. I bambini di età inferiore o uguale ai sei anni assommavano a 3.159, dei quali 1.576 maschi e 1.583 femmine. Infine, coloro che erano in grado di saper almeno leggere e scrivere erano 27.282, dei quali 14.661 maschi e 12.621 femmine.